# Хмелиськівська сільська рада
Хмели́ськівська сільська́ ра́да — адміністративно-територіальна одиниця та орган місцевого самоврядування в Підволочиському районі Тернопільської області. Адміністративний центр — село Хмелиська.

## Загальні відомості
- Територія ради: 2,704 км²
- Населення ради: 711 особа (станом на 2001 рік)

## Населені пункти
Сільській раді підпорядковані населені пункти:
- с. Хмелиська

## Склад ради
Рада складається з 15 депутатів та голови.
- Голова ради: Степанюк Тарас Васильович

### Керівний склад попередніх скликань
| Прізвище, ім'я, по батькові | Основні відомості                                                                                                | Дата обрання | Дата звільнення |
| --------------------------- | --- | ------------ | --------------- |
| Степанюк Тарас Васильович   | Сільський голова, 1965 року народження, освіта середня спеціальна, член Всеукраїнського об'єднання «Батьківщина» | 26.03.2006   | 31.10.2010      |
| Степанюк Тарас Васильович   | Сільський голова, 1965 року народження, освіта середня спеціальна, безпартійний                                  | 31.10.2010   |                 |

Примітка: таблиця складена за даними сайту Верховної Ради України

### Депутати
За результатами місцевих виборів 2010 року депутатами ради стали:

#### За суб'єктами висування
| Суб'єкт висування | Кількість обраних депутатів | %   |
| ----------------- | --------------------------- | --- |
| Самовисування     | 15                          | 100 |

#### За округами
| № округу | Прізвище, ім'я, по батькові   | Дата визнання обраним | Освіта  | Партійна приналежність | Відомості про обраного депутата                         |
| -------- | ----------------------------- | --------------------- | ------- | ---------------------- | ------------------------------------------------------- |
| 1        | Поцілуйко Михайло Зіновійович | 05.11.2010            | середня | позапартійний          | ТОВ "Агрофірма «Медобори», тракторист                   |
| 2        | Степанюк Олег Тарасович       | 05.11.2010            | вища    | позапартійний          | тимчасово не працює                                     |
| 3        | Кривецький Віталій Михайлович | 05.11.2010            | вища    | позапартійний          | Хмелиськівська сільська рада, землевпорядник            |
| 4        | Заяць Юрій Андрійович         | 05.11.2010            | вища    | позапартійний          | тимчасово не працює                                     |
| 5        | Талайчук Віра Петрівна        | 05.11.2010            | середня | позапартійна           | Хмелиськівська сільська рада, бухгалтер                 |
| 6        | Поцілуйко Людмила Степанівна  | 05.11.2010            | середня | позапартійна           | Хмелиськівська сільська рада, секретар                  |
| 7        | Литвинець Надія Петрівна      | 05.11.2010            | середня | позапартійна           | ТОВ "Агрофірма «Медобори», зоотехнік                    |
| 8        | Панюс Віталій Михайлович      | 05.11.2010            | середня | позапартійний          | ТОВ "Агрофірма «Медобори», різноробочий                 |
| 9        | Маліцький Петро Михайлович    | 05.11.2010            | середня | позапартійний          | ТОВ "Агрофірма «Медобори», тракторист                   |
| 10       | Поцілуйко Андрій Зіновійович  | 05.11.2010            | середня | позапартійний          | ТОВ "Агрофірма «Медобори», тракторист                   |
| 11       | Волошин Андрій Михайлович     | 05.11.2010            | середня | позапартійний          | тимчасово не працює                                     |
| 12       | Романчук Назарій Степанович   | 05.11.2010            | середня | позапартійний          | тимчасово не працює                                     |
| 13       | Кирилів Світлана Зіновіївна   | 05.11.2010            | вища    | позапартійна           | Хмелиськівська загальноосвітня школа І-ІІ ст., директор |
| 14       | Чорна Оксана Михайлівна       | 05.11.2010            | середня | позапартійна           | бар «Галичанка» с. Кам'янки, бармен                     |
| 15       | Чулик Мирослав Петрович       | 05.11.2010            | середня | позапартійний          | ТОВ "Агрофірма «Медобори», бригадир тракторної бригади  |